# Ulla Astman
Ulla Astman Nielsen (født 5. april 1970 i Grenaa) var fra  2008 til 2021 regionsrådsformand i Region Nordjylland, valgt for Socialdemokratiet.
Ulla Astman er uddannet cand.scient.adm. fra Aalborg Universitet og har arbejdet som fuldmægtig i Ældre- og Handicapforvaltningen i Aalborg Kommune. Indtil december 2007 arbejdede hun dog som projektleder i Center for IT-Anvendelse.
Hun blev i 1998 valgt til Nordjyllands Amtsråd og var det frem til 2006. I denne periode var hun medlem af sundhedsudvalget og økonomiudvalget og var derudover Mt. og formand for byggeudvalget for Aalborg Sygehus. Fra 2002 til amtets nedlæggelse i 2007 var hun formand for Socialdemokraternes amtsrådsgruppe.
Hun blev valgt til regionsrådsformand i 2007, da Orla Hav blev valgt til Folketinget. Hun er derudover blevet valgt til en række poster inden for de Danske Regioner. Hun er blandt andet blevet valgt som bestyrelsesmedlem, forretningsudvalgsmedlem og som formand for Sundhedsudvalget. Derudover er Ulla Astman formand for Vækstforum, University College Nordjylland og PenSam Liv.
Astman tabte regionsrådets valg af regionsrådsformand til Mads Duedahl efter regionsrådsvalget 2021. I 2024 udtrådte hun helt af regionsrådet, da hun ikke havde tid nok til at passe regionsrådsarbejdet fordi have skiftede arbejde fra A-kasse-leder hos 3F Skagerak til at være kontorchef i HK Nordjylland.